# Villa Hayes
Villa Hayes – miasto w Paragwaju, w departamencie Presidente Hayes.